# EP u amaterskom boksu 1971.
19. Europsko prvenstvo u amaterskom boksu 1971. se održalo od 11. lipnja - 19. lipnja 1971. u španjolskom gradu Madridu.
Boksači su se borili za odličja u jedanaest težinskih kategorija. Sudjelovalo je 194 boksača iz 27 država.
Boksači iz SSSR-a i Mađarske su osvojili po 3 naslova prvaka, Poljske 2, Jugoslavije,  Španjolske i DR Njemačke po 1 naslov prvaka.
| Kategorija            | zlato                    | srebro               | bronca                              |
| papir (-48 kg)        | György Gedó              | Aurel Mihai          | Roman Rożek José Escudero           |
| muha (-51 kg)         | Juan Francisco Rodríguez | Leszek Błażyński     | Neil McLaughlin Constantin Gruiescu |
| bantam (-54 kg)       | Tibor Badari             | Aleksandr Meljnjikov | Aurel Dumitrescu Michael Dowling    |
| pero (-57 kg)         | Ryszard Tomczyk          | András Botos         | Gabriel Pometcu Brendan McCarthy    |
| laka (-60 kg)         | Jan Szczepański          | Antoniu Vasile       | László Orbán Nikolaj Hromov         |
| poluvelter (-63,5 kg) | Ulrich Beyer             | Calistrat Cuţov      | Michael Kingwell Erik Sivebæk       |
| velter (-67 kg)       | János Kajdi              | Manfred Wolke        | Celal Sandal Damiano Lassandro      |
| polusrednja (-71 kg)  | Valerij Tregubov         | Svetomir Belić       | Wiesław Rudkowski Ion Győrfi        |
| srednja (-75 kg)      | Juozas Juocevičius       | Alec Nastac          | Hans-Joachim Brauske Reima Virtanen |
| poluteška (-81 kg)    | Mate Parlov              | Ottomar Sachse       | Ralf Jensen Horst Stump             |
| teška (+81 kg)        | Vladimir Černyšov        | Peter Hussing        | Ludwik Denderys Les Stevens         |

## Vanjske poveznice
- Sports123  Arhivirana inačica izvorne stranice od 22. kolovoza 2005. (Wayback Machine)
- EABA
- EP 1971.